# Echinolaophonte oshoroensis
Echinolaophonte oshoroensis är en kräftdjursart som beskrevs av Ito 1969. Echinolaophonte oshoroensis ingår i släktet Echinolaophonte och familjen Laophontidae. Inga underarter finns listade i Catalogue of Life.